# Andy Rooney
Andrew Aitken Rooney, popularmente conhecido como Andy Rooney (Albany, 14 de Janeiro de 1919 – Nova Iorque, 4 de Novembro de 2011), foi um locutor de rádio e roteirista de televisão americano. Ele é mais notável pela sua transmissão semanal "Alguns Minutos com Andy Rooney", uma parte do programa de 60 minutos "Notícias CBS desde 1978".

## Início da vida e da educação
Rooney nasceu Andrew Aitken Rooney em Albany, filho de Walter Scott Rooney (1888-1959) e Ellinor (Reynolds) Rooney (1886-1980). Frequentou a Academia de Albany, e mais tarde frequentou a Universidade Colgate em Hamilton no centro de Nova York, onde ele foi iniciado na fraternidade Sigma Chi, antes que ele foi convocado para o Exército dos Estados Unidos em agosto de 1941.

## II Guerra Mundial
Rooney Iniciou sua carreira em jornais, enquanto no Exército Quando, em 1942, começou a escrever para o Stars and Stripes em Londres durante a Segunda Guerra Mundial.
Em fevereiro de 1943, voando com a Oitava Força Aérea, ele era um dos seis correspondentes que voou no segundo bombardeio americano sobre a Alemanha. Mais tarde, ele foi um dos primeiros jornalistas americanos a visitar os campos de concentração nazistas perto do fim da Segunda Guerra Mundial, e um dos primeiros a escrever sobre eles. Durante um segmento sobre Tom Brokaw The Greatest Generation, Rooney afirmou que fez oposição a II Guerra Mundial por ser um pacifista. Ele contou que o que viu nesses campos de concentração o fez vergonha, e permanentemente mudou suas opiniões sobre se existem "guerras justas".
Por seu serviço como correspondente de guerra em zonas de combate durante a guerra Rooney foi condecorado com a Medalha Estrela de Bronze e Medalha Aérea.
Em 1995 o livro de memórias de Rooney, My War, narra sua reportagem de guerra. Além de narrar em primeira mão vários eventos históricos notáveis e pessoas (incluindo a entrada em Paris e os campos de concentração nazistas), Rooney descreve como ele moldou sua experiência, tanto como escritor e repórter.